# Martin Gardner

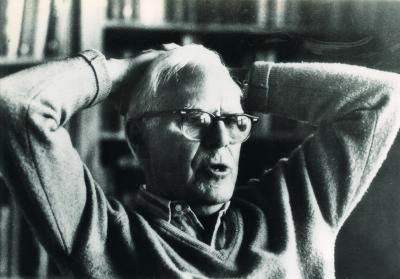
Martin Gardner

Martin Gardner (* 21. Oktober 1914 in Tulsa, Oklahoma; † 22. Mai 2010 in Norman, Oklahoma) war ein US-amerikanischer Wissenschaftsjournalist. Er war ab 1957 25 Jahre lang Autor der Kolumne Mathematical Games im Scientific American, die Douglas R. Hofstadter 1982 von ihm als Metamagical Themas (ein Anagramm) übernahm.
In Deutschland wurde Gardner bekannt, weil der Physiker und Wissenschaftsautor Heinz Haber häufig seine Themen aufgriff. Ab 1964 wurden seine Bücher ins Deutsche übersetzt. Beginnend mit dem Start der Zeitschrift Spektrum der Wissenschaft als deutscher Ausgabe von Scientific American erschienen Gardners Kolumnen auch in deutscher Sprache.

## Leben und Wirken
Gardner war der Sohn einer Kindergärtnerin und eines Geologen, der durch die Erkundung von Ölfeldern zu Geld gekommen war. Er zeigte seinem Sohn erste Zauberkunststücke und legte damit den Grundstein für Gardners Interesse an der Erkundung ungewöhnlicher Zusammenhänge.
Gardner nahm ein Studium an der University of Chicago auf und plante, nach zwei Jahren an das Caltech zu wechseln und in Physik abzuschließen. Den Plan gab er auf, weil ihn das Studium der Philosophie faszinierte. Er schloss sein Studium 1936 mit einem B.A. in Philosophie ab und schlug sich in der Great Depression mit verschiedenen Jobs durch, bis er eine Anstellung als Public-Relations-Texter der University of Chicago fand. Er schrieb hauptsächlich über Wissenschaftsthemen. Gleichzeitig besuchte er die Graduate School mit Kursen bei Rudolf Carnap.
1941 wurde er zur United States Navy einberufen und verbrachte den Zweiten Weltkrieg auf dem Geleitzerstörer Pope, der Geleitfahrten im Atlantischen Ozean fuhr.
Nach dem Krieg ging er zurück an die Universität, verließ sie aber nach einem Jahr ohne Abschluss.  Er wurde freiberuflicher Schriftsteller mit regelmäßigen Kurzgeschichten in Esquire. Sie wurden auch als Buch herausgegeben. Daneben schrieb er ein weiteres Buch mit fiktionalen Texten. Als der Herausgeber von Esquire wechselte und seine Geschichten nicht mehr gefragt waren, schrieb Gardner bis 1956 für mehrere Kinderzeitungen und -zeitschriften. Dabei wandte er sich erstmals mathematischen Rätseln und ähnlichen Aufgaben zu.
Er war eng befreundet mit Isaac Asimov und gehörte wie auch Lester del Rey, L. Sprague de Camp und Fletcher Pratt dessen Autoren-Zirkel an, der in Asimovs „Schwarze-Witwer“-Kurzgeschichten verewigt wurde.
Er war verheiratet und hatte zwei Söhne. In den 1950er bis 1970er Jahren lebte er in Hastings-on-Hudson am Stadtrand von New York City, ab 1979 in Hendersonville, North Carolina. Seine Frau starb 2000, im Jahr 2002 zog er nach Norman, Oklahoma, in die Nähe seines Geburtsorts und eines seiner Söhne, der als Pädagogik-Professor an der University of Oklahoma lehrt.

### Mathematical Games
Eine Veröffentlichung, die aus den mathematischen Rätseln für Kinder hervorgegangen war, und ein eigenständiger Artikel brachten Martin Gardner einen Vertrag mit Scientific American ein. Ab Januar 1957 schrieb er 25 Jahre lang seine monatliche Kolumne, in der er erstaunliche Zusammenhänge, oft aus der Unterhaltungsmathematik oder mit mathematischem Hintergrund, veröffentlichte. 1979 wollte er sich im Alter von 65 Jahren langsam in den Ruhestand zurückziehen, blieb aber bis 1982 Kolumnist, wobei er sich im letzten Jahr bereits mit Douglas Hofstadter abwechselte.
In seinem Selbstverständnis blieb er immer ein Journalist, der aufschrieb und vermittelte, was andere erdacht hatten. Trotzdem gelangen ihm einige kleinere mathematische Entdeckungen und Veröffentlichungen, die ihm eine Erdős-Zahl von 2 einbrachten. Mit der Kolumne beeinflusste Gardner eine ganze Generation von Wissenschaftlern, so nennt Donald E. Knuth Martin Gardner und die Kolumne als wesentlichen Einfluss und Vorbild.
In seiner Kolumne machte er viele Themen einer breiteren Öffentlichkeit bekannt (Auswahl):
- Flexagone – geometrisch gefaltete (engl.: flexed) Papierstreifen
- John Conways „Spiel des Lebens“ („Game of Life“)
- Polyomino
- Somawürfel – siebenteiliges 3D-Würfel-Puzzle, Gegenstück zum zweidimensionalen Polyomino
- „Nash“ (Brettspiel), auch „Hex“ und manchmal „John“ genannt, das von Piet Hein und John Forbes Nash Jr. unabhängig voneinander erfunden wurde
- Tangram
- Das Spiel Sprouts
- Superellipsen
- Turm von Hanoi
- Penrose-Parkettierung
- Kryptanalyse insbesondere Falltürchiffren
- das Werk von M. C. Escher
- Wator von Alexander K. Dewdney
- Fraktale

### Gesellschaft, Religion und Skeptizismus
Nach dem Ende der Kolumne im Scientific American schrieb er im Jahr 1983 das Buch The Whys of a Philosophical Scrivener, in dem er seine philosophischen Interpretationen zu einer Vielzahl von gesellschaftlichen Fragen formulierte. Er erklärte dieses Buch später zu seinem Lieblingswerk. Während er in seiner Jugend als christlicher Fundamentalist aufwuchs, fühlte er sich in späteren Jahren keiner organisierten Religion verbunden, auch seine Frau war eine nicht-praktizierende Jüdin. Trotzdem verstand er sich als philosophischer Theist mit dem Glauben an einen personalen Gott.
Gardner gehört zu den Mitbegründern des Committee for Skeptical Inquiry. Für den Skeptical Inquirer schrieb er bis 2002 die Kolumne „Notes of a Fringe Watcher“, dann bis kurz vor seinem Tod nur noch unregelmäßige Beiträge.

### Bücher
Aus den Mathematical Games und anderen Anregungen entstanden rund 60 Buchveröffentlichungen, die Gardner bis kurz vor seinem Tod herausbrachte. Dabei handelt es sich nahezu ausschließlich um Sachtexte, erst 2004 schrieb Gardner wieder ein Buch mit Geschichten, die er im Universum von Oz von Frank L. Baum ansiedelte. Neben Wissenschaftsthemen verfasste er auch Anmerkungen zu allen Alice-Büchern und mehreren Gedichten von Lewis Carroll. Während darin noch mathematische Rätsel neben literarischen Anspielungen vorhanden sind, hat ein Buch zu Texten von Gilbert Keith Chesterton ausschließlich literaturwissenschaftlichen und philosophischen Charakter.

## Auszeichnungen
1983 erhielt er für sein Buch „Quantum Weirdness“ den Science Writing Award des American Institute of Physics. 1987 erhielt er den Leroy P. Steele Prize der American Mathematical Society und 2000 den George Pólya Award der Mathematical Association of America.
Seit 1993 finden ihm zu Ehren Konferenzen unter dem Namen „G4G1“ (Gatherings for Gardner) statt. 1997 wurde er in die American Academy of Arts and Sciences gewählt.
Der Asteroid (2587) Gardner ist nach ihm benannt.

## Werke

### Bücher in deutscher Sprache
- Mathematische Rätsel und Probleme. Vieweg, Braunschweig 1964, 2. Auflage 1966, Vorwort Roland Sprague, 5. Auflage 1982, ISBN 3-528-08175-9, doi:10.1007/978-3-322-98457-9 (englisch: Mathematical puzzles and diversions, und: The second book of mathematical puzzles and diversions)
- Das gespiegelte Universum. Vieweg, 1967 (englisch: The ambidextrous universe)
  - auch als: Unsere gespiegelte Welt. Ullstein, Berlin/Frankfurt/Wien 1982, ISBN 3-550-07709-2.
- Logik unterm Galgen – Ein Mathematical in 20 Problemen. Vieweg, Braunschweig 1971, ISBN 3-528-08297-6, doi:10.1007/978-3-322-85873-3 (englisch: The unexpected hanging and other mathematical diversions)
- Relativitätstheorie für alle. Orell Füssli, 1966 / Du Mont, 2005
- Mathematische Knobeleien. Vieweg, 1973 (englisch: New mathematical diversions from Scientific American)
- Mathematischer Karneval. Ullstein, Berlin/Frankfurt/Wien 1975, ISBN 3-550-07675-4 (englisch: Mathematical Carnival, Vorwort John Horton Conway)[8]
- Sam Loyd – Mathematische Rätsel und Spiele; Denksportaufgaben für kluge Köpfe. DuMont, Köln 1978, ISBN 3-7701-1049-8.
- Sam Loyd – Noch mehr mathematische Rätsel und Spiele. DuMont, Köln 1979, ISBN 3-7701-1145-1.
- Mathematisches Labyrinth. Vieweg, Braunschweig 1979, ISBN 3-528-08402-2, doi:10.1007/978-3-322-83962-6 (englisch: Martin Gardner’s sixth book of mathematical games from Scientific American)
- Mathematische Hexereien. Ullstein, Berlin/Frankfurt/Wien 1979, ISBN 3-550-06578-7 (Vorwort Alexander Adrion, englisch: Mathematical magic show)
- Aha! oder das wahre Verständnis der Mathematik. Spektrum der Wissenschaft, Heidelberg 1981, ISBN 3-922508-31-6.
- Mathemagische Tricks. Vieweg, Braunschweig/Wiesbaden 1981, ISBN 3-528-08439-1, doi:10.1007/978-3-322-85916-7 (englisch: Mathematics, magic and mystery)
- Mathematik und Magie. DuMont, Köln 1981, ISBN 3-7701-1048-X, 2. Auflage als: Mathematische Zaubereien. DuMont, 2005, ISBN 3-8321-7473-7 (englisch: Mathematics, Magic and Mystery)
- Das verhexte Alphabet, Tips und Tricks für Geheimschriften. Ullstein, 1981 (englisch: Codes, ciphers and secret writing)
- Kabarett der Täuschungen, Unter dem Deckmantel der Wissenschaft. Ullstein, 1983 (englisch: Science. Good, Bad And Bogus, 1981)
- Rätsel und Denkspiele. Ullstein, Frankfurt/Berlin/Wien 1981, ISBN 3-548-04162-0 (englisch: Perplexing Puzzle and Tantalizing Teasers, 1969, und More Perplexing Puzzles and Tantalizing Teasers, 1977)
- Mathematische Planetenzauberei. Ullstein, 1980 (englisch: Space puzzles, 1971)
- Die Zahlenspiele des Dr. Matrix : vergnügliche Begegnungen mit der Mathematik. Ullstein, 1981 (englisch: The numerology of Dr. Matrix)
- Denkspiele aus der Zukunft. Hugendubel, München 1982, ISBN 3-88034-174-5.
- Mathematischer Zirkus. Ullstein, 1984/1988, ISBN 3-550-07692-4 (englisch: Mathematical circus)
- Gotcha: Paradoxien für den homo ludens. Hugendubel, München 1985, ISBN 3-88034-257-1.
- Bacons Geheimnis. Die Wurzeln des Zufalls und andere numerische Merkwürdigkeiten. Krüger, Frankfurt 1986, ISBN 3-8105-0800-4 (englisch: Knotted doughnuts and other mathematical entertainments)
- Mit dem Fahrstuhl in die 4. Dimension. Krüger, 1991 (Auswahl aus Knotted Doughhnuts and other mathematical entertainments und Time Travel and other mathematical bewilderments)
- Denkspiele von anderen Planeten. Hugendubel, München 1986, ISBN 3-88034-295-4.
- Martin Gardner’s mathematische Denkspiele. Hugendubel, München 1987, ISBN 3-88034-323-3 (englisch: Wheels, Life, and Other Mathematical Amusements)
- Die magischen Zahlen des Dr. Matrix. Krüger, Frankfurt 1987, ISBN 3-8105-0713-X (englisch: The magic numbers of Dr. Matrix)
- Geometrie mit Taxis, die Köpfe der Hydra und andere mathematische Spielereien. Birkhäuser, Basel/Boston/Berlin 1997, ISBN 3-7643-5702-9 (englisch: The last recreations)
- Lewis Carroll – Alles über Alice (englisches Original: Annotated Alice, Illustrationen John Tenniel), Europa, Hamburg/Wien 2002, ISBN 3-203-75950-0.

### Bücher (engl. Originaltitel)
- Fads and Fallacies in the Name of Science. Dover Publications, 1957; neue Auflage 2000, ISBN 0-486-20394-8.
- Logic Machines and Diagrams. McGraw-Hill, New York 1958  (populäre Darstellung Logischer Maschinen)
- Mathematical Puzzles and Diversions. Simon and Schuster, 1959
- Sam Loyd – Mathematical Puzzles. Dover Publications, 1959
- The Ambidextrous Universe: Mirror Asymmetry and Time-Reversed Worlds. Charles Scriber’s Sons, New York, und Basic Books, 1964
- The Annotated Alice. 1960; Neufassung The Definitive Edition. 1999, ISBN 0-393-04847-0 (ein Kommentar zu den Alice-Büchern von Lewis Carroll)
- The Annotated Hunting of the Snark, 1962; Neufassung 2006, ISBN 0-393-06242-2 (Kommentar zum Gedicht von Lewis Carroll)
- The Annotated Ancient Mariner. 1965; neue Ausgabe 2003, ISBN 1-59102-125-1 (Kommentar zum Gedicht von Samuel Taylor Coleridge)
- Codes, Ciphers and Secret Writing. Simon & Schuster, 1972; Reprint von Dover Publications, ISBN 978-0-486-24761-8 (ein Sachbuch für Kinder)
- Science Fiction Puzzle Tales. Crown Publishers, New York 1981
- The Whys of a Philosophical Scrivener. 1983/1999, ISBN 0-312-20682-8.
- Science: Good, Bad, and Bogus. 1990, ISBN 0-87975-573-3.
- The Universe in a handkerchief. Lewis Carroll’s mathematical recreations, games, puzzles and word plays. Copernicus 1996
- A Gardner’s Workout: Training the Mind and Entertaining the Spirit. 2001, ISBN 1-56881-120-9.
- The Colossal Book of Mathematics: Classic Puzzles, Paradoxes, and Problems. W. W. Norton, 2001, ISBN 0-393-02023-1.
- Are Universes Thicker Than Blackberries? Discourses on Gödel, Magic Hexagrams, Little Red Riding Hood, and Other Mathematical and Pseudoscientific Topics. 2003, ISBN 0-393-05742-9.

### Sammlung von Scientific American-Kolumnen
- Mathematical Puzzles and Diversions. Pelican (UK), 1959, ISBN 0-14-020713-9, neu 1988 als: Hexaflexagons and Other Mathematical Diversions: The First Scientific American Book of Puzzles and Games. University of Chicago Press, 1988, ISBN 0-226-28254-6.
- Mathematical Puzzles and Diversions. The Second Scientific American Book. Simon and Schuster 1961, in England: More Mathematical Puzzles and Diversions. Pelican (UK), 1961, ISBN 0-14-020748-1, Neuauflage University of Chicago Press 1987
- New mathematical diversions from Scientific American. Simon and Schuster, 1966
- The Numerology of Dr. Matrix, 1967 (auch als The Incredible Dr. Matrix 1976, The Magic Numbers of Dr. Matrix 1985)
- The Unexpected Hanging, 1969 (in England: Further Mathematical Diversions, Pelican (UK), 1969, ISBN 0-14-021996-X)
- Martin Gardner’s Sixth Book of Mathematical Diversions from Scientific American, 1971
- Mathematical Carnival. Pelican (UK), 1975, ISBN 0-14-022041-0.
- Mathematical Magic Show. Alfred A. Knopf, New York 1977 (dt.: Mathematische Hexereien, s. o.)
- Mathematical Circus. Alfred Knopf 1979, Pelican (UK), 1979, ISBN 0-14-022355-X (gewidmet Donald E. Knuth)
- Wheels, Life, and Other Mathematical Amusements. W. H. Freeman & Co, 1983, ISBN 0-7167-1589-9.
- Knotted Doughnuts and Other Mathematical Entertainments. W. H. Freeman & Co, 1986, ISBN 0-7167-1799-9.
- Time Travel and Other Mathematical Bewilderments. W. H. Freeman & Co, 1988, ISBN 0-7167-1925-8.
- Penrose Tiles to Trapdoor Ciphers. W. H. Freeman & Co, 1989, ISBN 0-7167-1987-8.
- Fractal Music, Hypercards and More. W. H. Freeman, 1992
- The Last Recreations: Hydras, Eggs, and Other Mathematical Mystifications. Springer, 1997, ISBN 0-387-94929-1.

### Bearbeiter
- Boris A. Kordemsky: The Moscow puzzles: 359 mathematical recreations. Dover, 1992, ISBN 0-486-27078-5.